# 黃序鵷

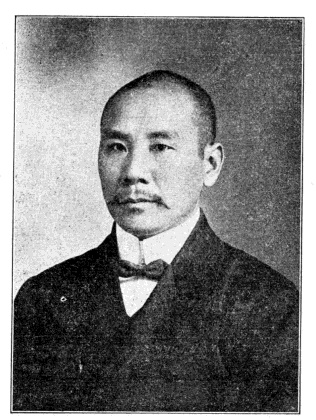
《民国之精华》中的黃序鵷照片

黃序鵷（1877年—1949年）字季飞，号射斋老人，江西省萍乡县下埠人。中华民国政治人物、经济学家。

## 生平
黃序鵷早年以清朝优附生留学日本。初学普通，毕业后，入早稻田大学政治经济科。毕业归国后，参加清朝学部试，授法政科举人。民国元年（1912年）1月，任法制院法制调查委员。同年4月，由财政部调充财政部筹备处员，历充江西财政视察员、赋税司科长、财政讨论会议员、编辑处编辑员、财政调查委员会委员等差，旋即补任佥事。他还曾任广西五金矿务局总办。同年12月自财政部辞职，当选为中华民国第一届国会众议院候补议员。
民国三年（1914年）1月，黃序鵷充汉口 《民国日报》馆总理。同年9月，由财政部调充税法委员会委员。嗣后历充整理赋税所议员、清查官产处委员、清理大清银行委员会委员等差。民国五年（1916年）5月辞职。
民国五年（1916年）7月，黃序鵷补充中华民国第一届国会众议院议员兼财政委员会委员。1917年第一届国会再度解散后，黃序鵷没有赴广州国会非常会议。直到1922年第一届国会恢复后，黃序鵷才再度出任国会众议院议员，任至1924年第一届国会最终结束。1925年8月，黃序鵷被江西省军政长官推举出任国宪起草委员会委员。
南京国民政府时期，1932年12月15日，黃序鵷任考试院考选委员会委员，任至1940年3月16日。还曾任考试院高等考试典试委员会委员。1931年10月12日，出任国民政府立法院第二届立法委员。
1917年，黃序鵷在北京出版《海关通志》、《关税改正问题》两书，其中《海关通志》是中国近代首部全面论述海关关税的专著。自1919年起，黃序鵷花费十年完成了《中国经济史长编》初稿，蔡元培、马寅初分别于1929年11月和12月为该书稿作序，但该书稿因战乱而未能出版。此后，黃序鵷四易其稿，完稿后又请人用小楷誊抄，1947年初完成。
晚年，黃序鵷辞官回到家乡，靠兄弟们资助，专心写作。1949年，黃序鵷病逝。

## 著作
- 黃序鵷，海关通志，北京：共和印刷厂，1917年
- 黃序鵷，关税改正问题，1917年
- 黃序鵷，中国经济史长编，国家图书馆出版社，2011年[2]